# Barraca del Sadurní del Manuel
La barraca del Sadurní del Manuel, o barraca G-02, és una barraca de vinya del municipi de Subirats (Alt Penedès), situada al Fondo de Mas Granada, de les muntanyes d'Ordal, davant de la casa de la Cua Llarga, prop del poble d'Ordal.
És una construcció aixecada en pedra seca, de planta circular de 3,20 m de diàmetre i una alçada total de 2,20 m. La construcció és de la tipologia de sostre de falsa cúpula. El portal, de llinda plana, està orientat al sud-oest, té una alçada de 105 cm, una amplada de 57 cm i un gruix de 65 cm. La barraca i el corral que té adossat, per guardar el bestiar, van ser reconstruïts el 2023 per veïns d'Ordal.